# ソーマ
ソーマ（サンスクリット語: सोम、sóma）は、ヴェーダなどのインド神話に登場する神々の飲料。なんらかの植物の液汁と考えられるが、植物学上の同定は困難である。また、その植物を神格化したインドの神でもある。ゾロアスター教の神酒ハオマと同起源。
飲み物のソーマは、ヴェーダの祭祀で用いられる一種の興奮飲料であり、原料の植物を指すこともある。ゾロアスター教でも同じ飲料（ハオマ）を用いることから、起源は古い。神々はこれを飲用して英気を養い、詩人は天啓を得るために使った。高揚感や幻覚作用を伴うが酒ではない。ソーマは神々と人間に栄養と活力を与え、寿命を延ばし、霊感をもたらす不老不死の霊薬という。『リグ・ヴェーダ』第9巻全体がソーマ讃歌であり、その重要性が知られる。
ヒンドゥー教では月が神々の酒盃と見なされたためにソーマは月の神とも考えられ、ナヴァグラハの1柱である光と月の神チャンドラと同一視される。